# Amani Khalfaoui
Amani Khalfaoui (ar. أماني الخلفاوي ;ur. 22 stycznia 1989) – tunezyjska judoczka. Uczestniczka mistrzostw świata w 2010. Startowała w Pucharze Świata w 2010. Triumfatorka igrzysk afrykańskich w 2011 i druga w 2007. Zdobyła sześć medali na mistrzostwach Afryki w latach 2008 - 2013. Wygrała igrzyska panarabskie w 2011. Wicemistrzyni igrzysk frankofońskich w 2009 roku.